# Chiba Marine Stadium
Il Chiba Marine Stadium (千葉マリンスタジアム?, Chiba Marin Sutajiamu), oggi noto come QVC Marine Field (QVCマリンフィールド?, QVC Marin Fīrudo) per via dell'acquisizione dello sponsor televisivo QVC, è uno stadio di baseball nella città di Chiba, circa 40 km a sud-est di Tokyo, ed è la sede dei Chiba Lotte Marines. Fa parte del grande complesso fieristico dell'area di Makuhari, costituita dallo stadio in questione, l'area per esposizioni Makuhari Messe e una zona commerciale.
Venne inaugurato ufficialmente il 2 febbraio 1990 non con una partita di baseball, ma con il concerto della cantante Madonna in visita nel Giappone con il suo Blond Ambition Tour; successivamente la struttura ha mantenuto la sua vocazione come area per concerti ospitano numerosi artisti fra cui Hideto matsumoto conosciuto come Hide chitarrista del gruppo x japan , Deep Purple, Gwen Stefani, My Chemical Romance, Guns N' Roses, Metallica, Red Hot Chili Peppers, Oasis, Blink-182, Green Day, Avril Lavigne, Radiohead, Linkin Park e Beastie Boys.